# Maria Dąbrowska

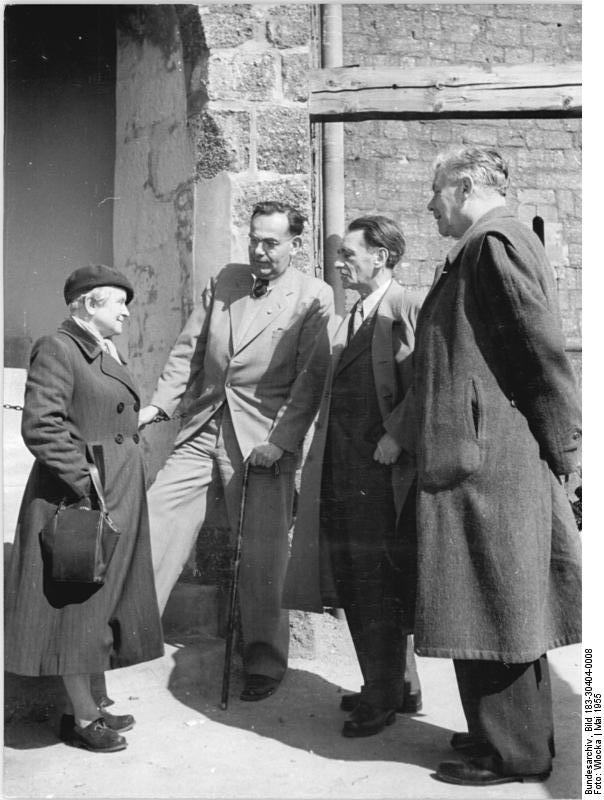
Maria Dąbrowska (balra) Louis Fürnberg, Mieczysław Jastrun és Josef Sekera 1955-ben egy írókonferencián Eisenachban

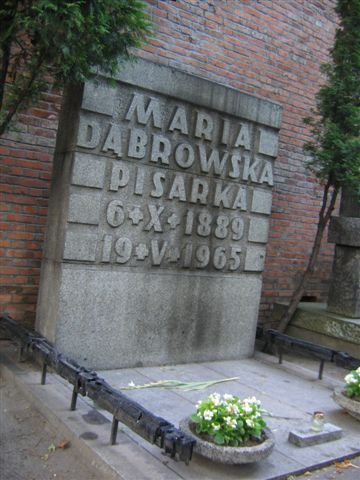
Maria Dąbrowska sírja a varsói Powązki temetőben

Maria Dąbrowska (Maria Szumska, Russów, 1889. december 6. – Varsó, 1965. május 19.) lengyel regény- és drámaíró, esszéista, műfordító, újságíró. Népszerű lengyel történelmi regénye az Éjjelek és nappalok.

## Élete
Maria Szumska szülei elszegényedett földbirtokosok voltak. Tanulmányait a lausanne-i és a brüsszeli egyetem természettudományi karán végezte, szociológiát és filozófiát is tanult, tudományos fokozatot szerzett. 1910-től tagja volt a brüsszeli haladó lengyel ifjúsági mozgalomnak. Ebben az időben szociális témájú cikkeket publikált. 1911-ben férjhez ment Marian Dąbrowskihoz, aki részt vett az 1905-ös forradalomban. 1913–1914-ben a szövetkezeti mozgalmat tanulmányozta Angliában. 1914-ben tért vissza Lengyelországba, ahol kapcsolatba lépett a függetlenségi valamint a radikális parasztmozgalmakkal. 1918-tól 1924-ig hivatalnokként dolgozott. 1924-től haláláig kizárólag irodalmi munkásságának élt. Marian Dąbrowski 1925-ben váratlanul meghalt, Maria 36 évesen özvegy lett.
- Testvérei: Stanisław Szumski, Jadwiga Szumska, Bogumił Szumski, Helena Hepke

## Művei
- Dzieci ojczyzny, 1918
- Gałąź czereśni, 1922
- Uśmiech dzieciństwa (A gyermekkor mosolya), 1923
- Ludzie stamtąd (A cselédházak népe), 1926
- Noce i dnie (Éjjelek és nappalok), 1933
- Znaki życia (Életjelek), 1938
- Gwiazda zaranna (Hajnalcsillag) 1955

### Drámái
- Geniusz sierocy (Az árva géniusz), 1939
- Stanisław i Bogumił (Szaniszló és Bogumil), 1947

## Magyarul
- Falusi lakodalom; ford. Kerényi Grácia; Európa, Bp., 1963
- Éjjelek és nappalok, 1-2.; ford., utószó Kerényi Grácia; Európa, Bp., 1958 (Ebből készült a Magyarországon is bemutatott Éjszakák és nappalok, a Jerzy Antczak rendezésében forgatott 12 részes tévéfilmsorozat 1978-ban.)

### Folyóiratokban és antológiákban megjelent művei
- A kínai. Kerényi Grácia ford. In: Világirodalmi antológia: Egyetemi segédkönyv. 6. kötet: A XX. század irodalma – 2/2. kötet. Lutter Tibor, Gyergyai Albert szerk. Budapest: Tankönyvkiadó, 1962. 281-287. o.
- Éj a világ felett. Kerényi Grácia ford. In: Huszadik századi dekameron: válogatás századunk legjobb elbeszéléseiből. Válogatta és szerkesztette Domokos János. Budapest: Európa, 1968. 1. kötet, 444-462. o.
- Éjszaka borult a földre. Kemény Ferenc ford. In: Mai lengyel elbeszélők. Budapest: Szépirodalmi Könyvkiadó, 1952. 11-21. o.
- Éjszakai találkozás. Kerényi Grácia ford. In: Lengyelország, 1971/9. 18-21. o.
- Íme, változott a kép, amely elémbe tárult. Kerényi Grácia ford. In: Nagyvilág, 1957/4. 508-513. o.
- Klára és Angelika. Kerényi Grácia ford. In: Mai lengyel elbeszélők. Válogatta Kerényi Grácia. Budapest: Európa, 1965. 5-18. o.

## Elismerései
- 1933-ban a Noce i dnie (Éjjelek és nappalok) című regényéért Állami díjjal tüntették ki, a Lengyel Tudományos Akadémia arany babérjait azonban nem fogadta el
- 1955-ben Állami-díjat kapott
- 1957-ben a varsói egyetem díszdoktorává avatta
- 1962-ben ötvenéves írói jubileuma alkalmából tiszteletére a Lengyel Tudományos Akadémia ünnepi ülésszakot rendezett

## Emlékezete

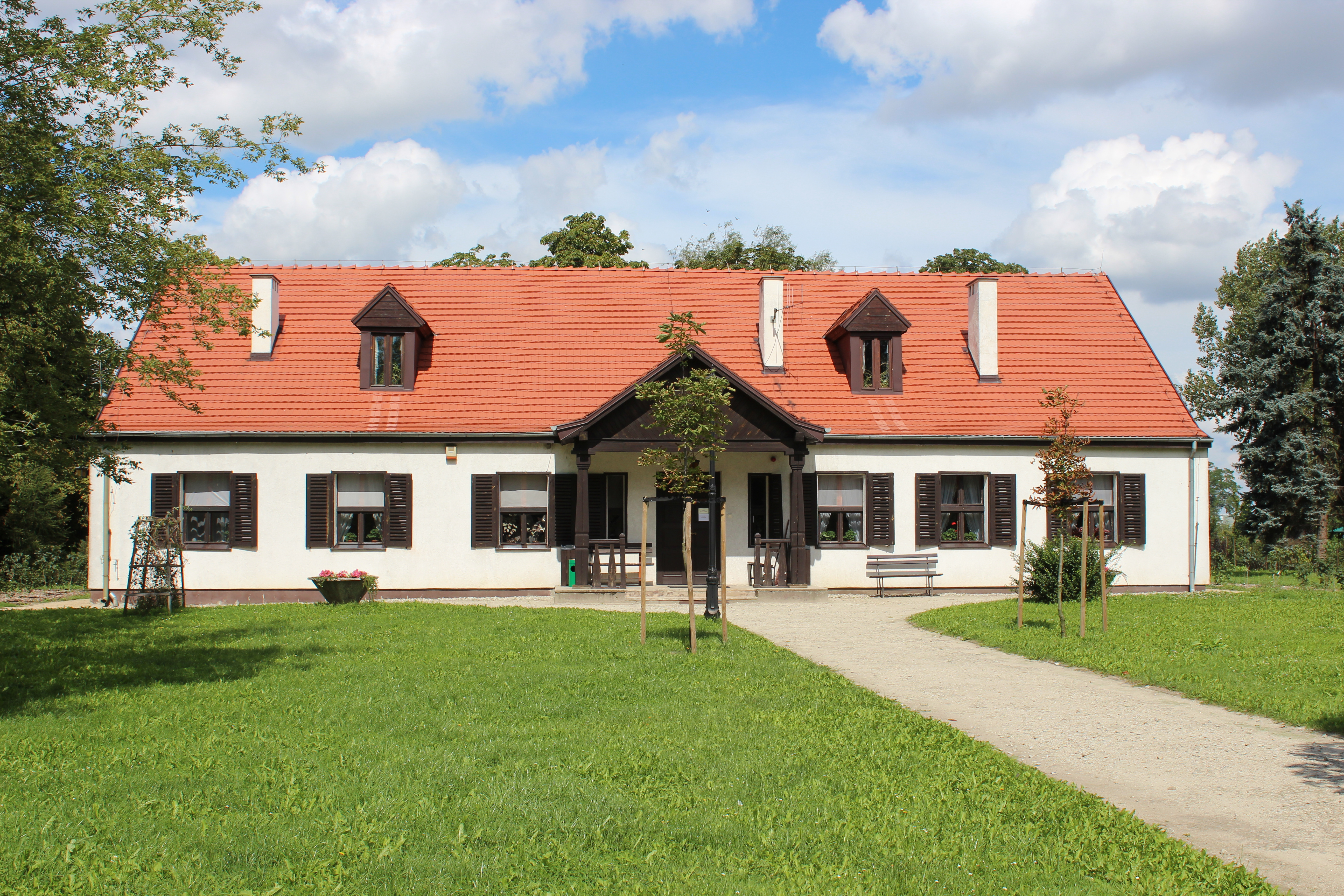
Maria Dąbrowska Emlékmúzeum

- 1971-ben Russówban – az egykori lakóházában – emlékmúzeumot hoztak létre a tiszteletére